# Semjon Wiktorowitsch Beliz-Geiman

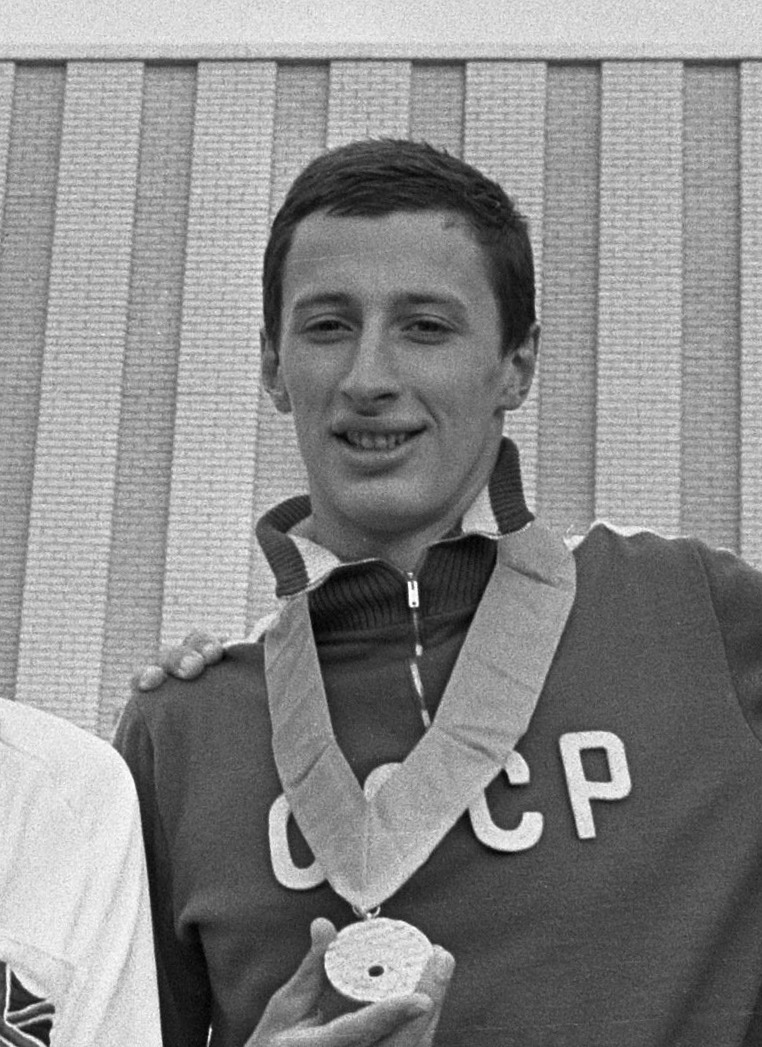
Semjon Beliz-Geiman (1966)

Semjon Wiktorowitsch Beliz-Geiman (russisch Семён Викторович Белиц-Гейман; * 16. Februar 1945 in Moskau) ist ein ehemaliger sowjetischer Schwimmer. Er war Olympiazweiter und Olympiadritter 1968 sowie zweifacher Europameister 1966. Später wurde er Sportjournalist.

## Karriere
Der für Dynamo Moskau startende Beliz-Geiman begann im Alter von acht Jahren mit dem Schwimmsport. Ab 1962 gehörte er zur sowjetischen Nationalmannschaft. Bei den Olympischen Spielen 1964 in Tokio erreichte er den 8. Platz über 400 Meter Freistil. Mit der 4-mal-200-Meter-Freistilstaffel schwamm er auf den siebten Platz. 1965 bei der Universiade in Budapest siegte Beliz-Geiman über 400 Meter Freistil und gewann Silber über 1500 Meter Freistil. Zwei weitere Silbermedaillen gewann er mit den beiden Freistilstaffeln.
Anfang August 1966 schwamm Beliz-Geiman einen Weltrekord über 800 Meter Freistil, der Anfang 1967 unterboten wurde. Drei Wochen später bei den Schwimmeuropameisterschaften 1966 in Utrecht belegte er hinter Frank Wiegand aus der DDR den zweiten Platz auf der 400-Meter-Freistilstrecke. Über die 1500 Meter Freistil siegte Beliz-Geiman mit 15 Sekunden Vorsprung vor dem Briten Alan Kimber. Seinen zweiten Europameistertitel gewann er mit der 4-mal-200-Meter-Freistilstaffel. In der Besetzung Leonid Iljitschow, Semjon Beliz-Geiman, Alexander Pletnjow und Jewgeni Nowikow siegte die Staffel mit 1,4 Sekunden Vorsprung auf die Staffel aus der DDR.
1968 bei den Olympischen Spielen 1968 in Mexiko-Stadt trat Beliz-Geiman zunächst mit der 4-mal-100-Meter-Freistilstaffel an. Semjon Beliz-Geiman, Wiktor Masanow, Leonid Iljitschow und Georgijs Kuļikovs erhielten die Silbermedaille mit zweieinhalb Sekunden Rückstand auf die Staffel aus den Vereinigten Staaten und einer halben Sekunde Vorsprung vor der australischen Staffel. Vier Tage später fand das Finale der 4-mal-200-Meter-Fresitilstaffel statt. Die sowjetische Staffel mit Wladimir Bure, Beliz-Geiman, Kuļikovs und Iljitschow erschwamm die Bronzemedaille hinter den Staffeln aus den Vereinigten Staaten und aus Australien. 
Zwei Tage später wurde der Wettbewerb über 400 Meter Freistil ausgetragen. Beliz-Geiman verpasste als Neunter der Vorläufe knapp den Finaleinzug. Einen Tag später erreichte er das Finale über 200 Meter Freistil und belegte den siebten Platz.
Bei sowjetischen Meisterschaften gewann Beliz-Geiman zwischen 1963 und 1973 insgesamt 13 Meistertitel, neun auf den Freistil-Einzelstrecken und vier mit Freistilstaffel. Daneben studierte er zunächst an der Universität für Transportwesen und dann Journalistik an der Lomonossow-Universität. Nach seinem Studium war der Sohn des Dokumentarfilmers Wiktor Beliz-Geiman Korrespondent der Zeitung Sport in Moskau (Спортивная Москва) und ab 1978 Herausgeber von Sport in Russland (Спортивная жизнь России). Nach dem Zerfall der Sowjetunion wanderte er in die Vereinigten Staaten aus und war dann Korrespondent der Zeitungen Sowjetischer Sport (Советский спорт) und Юридическая газета. 
Von 1974 bis 1980 war Beliz-Geiman neben seiner journalistischen Tätigkeit Präsident des sowjetischen Schwimmverbandes. 2017 wurde er in die International Jewish Sports Hall of Fame aufgenommen.

## Bestzeiten
- 100 Meter Freistil: 54,1 Sekunden (1968)
- 200 Meter Freistil: 1:59,9 Minuten (1968)
- 400 Meter Freistil: 4:11,0 Minuten (1967)
- 800 Meter Freistil: 8:45,7 Minuten (1969)
- 1500 Meter Freistil: 16:50,7 Minuten (1969)